# Bufo menglianus
Bufo menglianus är en groddjursart som först beskrevs av Yang 2008.  Bufo menglianus ingår i släktet Bufo och familjen paddor. Inga underarter finns listade.